# NGC 2129
NGC 2129 je otvoreni skup u zviježđu Blizancima. 

## Vanjske poveznice
- SEDS: NGC 2129